# 越商别墅
越商别墅又名越郡别墅，位于中华人民共和国浙江省金华市兰溪市云山街道大云山北麓、云山路32号，建于民国三年至六年间（1914-1917），原为越郡公所之附属建筑。越郡公所为绍兴商人在兰溪集资建造的同乡会馆，设有总公所（即越济庵，今部分建筑尚存）与分公所，该建筑原与其西侧的分公所相通，专用于同乡客商住宿和养病。建筑坐西朝东，分为两进，各进均为三间外加一楼梯间，硬山顶，前进北面设牌楼式大门，内存民国《新建越郡别墅叙》碑一通。目前正在重修中。
- 大门北面
- 正厅北面